# Землетрясение на Филиппинах (2012)
Землетрясение на Филиппинах магнитудой 6,7 (по некоторым источникам — 6,9) произошло 6 февраля 2012 года в 11:49 по местному времени (UTC-8) у побережья филиппинского острова Негрос. Эпицентр подводного землетрясения располагался в 72 км (45 миль) к северу от города Думагете, административного центра провинции Восточный Негрос, а его очаг — на глубине порядка 10 км (6,2 миль) под поверхностью пролива Таньон.

## Угроза цунами
Филиппинский институт вулканологии и сейсмологии предупредил население о возможности возникновения цунами, указывая на то, чтобы граждане и спасательные службы следили за появлением «необычных волн», но при этом не призывали к эвакуации, так как высота волны по оценкам не должна превысить 1 метра. Несмотря на это, в городе Себу возникла паника из-за слухов о том, что на близлежащие прибрежные поселения обрушилось цунами. Они, как и жители города Думагете, взобрались на возвышенности, опасаясь за свои жизни. Позже выяснилось, что эти слухи оказались ложными.

## Жертвы и разрушения
В результате землетрясения погибли 113 человек.
Наибольший ущерб был нанесён первыми толчками. Больше остальных пострадали муниципалитеты провинции Восточный Негрос Тайасан, Хималалуд и Ла-Либертад, а также город Гихулнган. Были разрушены или повреждены несколько зданий. Также подземные толчки вызвали оползени в горных местностях. Сообщалось о нарушении качества телекоммуникации.